# James Gunn
James Gunn   (Saint Louis, 5 d'agost de 1966) és un cineasta i guionista nord-americà, copresident i codirector de l'Univers DC. Reconegut per escriure i dirigir les pel·lícules de la trilogia de Guardians de la Galàxia (2014-2023), la pel·lícula The Suicide Squad (2021) i la pel·lícula Superman (2025); així com les sèries Peacemaker (2022) d'HBO Max, Creature Commandos (2024), i l'especial original de Disney+ The Guardians de Galaxy Holiday Special (2022).

## Biografia
James Gunn va néixer i va créixer a St. Louis, Missouri. Té quatre germans, Sean, Bryan, Matt (tots tres treballen al cinema com a actor o guionista) i Patrick, i una germana, Beth. Als 12 anys va començar a fer pel·lícules aficionades de 8 mm amb el seu germà Sean.
Després d’anar a la Universitat de Colúmbia, es va unir a la companyia de Lloyd Kaufman, Troma Entertainment, especialitzada en la producció de pel·lícules de la sèrie B d’escombraries i fins i tot nanars voluntaris. El 1996 va participar en la redacció de Tromeo i Julieta. Després de treballar en altres pel·lícules de Troma Entertainment, va deixar la companyia i va escriure el guió de la comèdia de superherois The Specials (2000), dirigida per Craig Mazin.
El 2000 va publicar la novel·la The Toy Collector, publicada per Bloomsbury Press. La història és la d’un treballador de l’hospital que venia medicaments per comprar joguines d’època. També va coescriure amb Lloyd Kaufman el llibre All I Need to Know About Filmmaking I Learned from the Toxic Avenger amb Lloyd Kaufman, que és una mena d’autobiografia d’aquest darrer.

## Filmografia

### Director
- 1996 : Tromeo and Juliet (director associat)
- 1997 : Hamster PSA (curtmetratge)
- 2006 : Slither
- 2010 : Super
- 2013 : Movie 43 - segment Beezel
- 2014 : Guardians of the Galaxy
- 2017 : Guardians of the Galaxy Vol. 2
- 2021 : The Suicide Squad
- 2022 : Guardians of the Galaxy Holiday Special
- 2023 : Guardians of the Galaxy Vol. 3
- 2025 : Superman

### Actor
- 1996: Tromeo i Julieta de Lloyd Kaufman: el pare amb un cacauet
- 2000: The Specials de Craig Mazin: Minute Man / Tim Tilderbrook
- 2000: Citizen Toxie: The Toxic Avenger IV de Lloyd Kaufman: Dr. Flem Hocking
- 2003: Melvin va a sopar de Bob Odenkirk: Scott
- 2003: Doggie Tails, vol. 1: Lucky's First Sleep-Over (vídeo) de Paul Moisio: Riley
- 2003: Urban Cannibals (The Ghouls) de Chad Ferrin
- 2004: LolliLove de Jenna Fischer: James
- 2006: Horribilis (Slither): Hank (sense acreditar)
- 2010: Super: Demonswill
- 2014: Guardians of the Galaxy: Maskless Sakaaran
- 2017: Guardians of the Galaxy Vol. 2

## Vídeojocs
- 2011: Lollipop Chainsaw (com a guionista)